# Affäre in Trinidad
Affäre in Trinidad (Originaltitel: Affair in Trinidad) ist ein US-amerikanischer Kriminalfilm im Stil des Film noir aus dem Jahr 1952 mit Rita Hayworth und Glenn Ford in den Hauptrollen. Der Film markiert das Comeback von Hayworth nach einer mehrjährigen Filmpause. Trotz schlechter Kritiken, die Affäre in Trinidad zumeist als mittelmäßige Kopie von Gilda (1946) bewerteten, war der Film weltweit sehr erfolgreich an den Kinokassen.

## Handlung
Der US-amerikanische Künstler Neal Emery, der auf der Insel Trinidad von seinem reichen Mäzen Max Fabian über viele Jahre ausgenutzt und in dessen zwielichtige Geschäfte verwickelt wurde, wird auf seinem Segelboot erschossen vorgefunden. Inspektor Smythe von der britischen Kolonialpolizei ist überzeugt, dass es sich um Selbstmord handelt. Als die schockierende Nachricht Neals Ehefrau Chris erreicht, kann diese der Polizei nur wenig Auskunft geben. Ihr Gatte sei zwar des Öfteren launisch und beruflich unzufrieden gewesen, doch hätte er sich ihrer Meinung nach nie das Leben genommen.
Nach Aussage eines einheimischen Fischers wurde Emerys Boot an Max Fabians Landesteg zu dem Zeitpunkt gesichtet, als sein Tod eingetreten sein muss. Der Inspektor erfährt zudem, dass Neal von seinem Gönner 1.000 Dollar für ein Gemälde erhalten hatte, das sonst niemand gekauft hätte, und dass Fabian ein reges Interesse an der attraktiven Chris gezeigt habe. In der Folge lässt sich Chris überreden, sich auf die Avancen von Fabian einzulassen, um diesen eventuell als Täter zu entlarven.
Zur gleichen Zeit trifft Neals älterer Bruder Steve in Trinidad ein, nachdem ihm Neal einen merkwürdigen Brief hatte zukommen lassen. Obgleich überrascht über die plötzliche Erscheinung ihres Schwagers, nimmt Chris Steve wohlwollend in ihrem Haus auf. Als Fabian sowohl Chris als auch Steve zu einem Abendessen in seiner Villa einlädt, wird Steve den Eindruck nicht los, dass die Frau seines verstorbenen Bruders und der Gastgeber heimlich eine Affäre haben. Nach diesem Abend geraten Steve und Chris in Streit. Durch einen innigen Kuss wird ihnen schließlich bewusst, wie viel Leidenschaft sie füreinander empfinden. Da Chris jedoch ihren Geheimauftrag Steve gegenüber verschweigt, bleibt dieser weiterhin misstrauisch.
Auf eigene Faust stellt Steve Nachforschungen an. Auf der Suche nach dem Mörder seines Bruders führt ihn die Spur zu Max Fabian. Als er in dessen Haus eintrifft, um ihn öffentlich des Mordes zu beschuldigen, findet er Chris bei einer rauschenden Party vor. Da diese Steves Absichten sofort durchschaut, tanzt sie vor allen Gästen einen provokativen Tanz, um Steve zum Gehen zu bewegen und ihn damit in Sicherheit zu bringen. Später bietet Fabian Chris an, in seiner Villa zu übernachten. Sie willigt ein, um in Fabians Gartenhaus Beweise für dessen Schuld und kriminelle Geschäfte zu finden. Sie erfährt, dass Fabian beabsichtigt, gestohlene Pläne für ein Raketengeschoss an einen Mann namens Walters zu verkaufen, der diese seinem Heimatland für Kriegszwecke gegen die Vereinigten Staaten übergeben will. Als Chris versucht zu fliehen, wird sie entdeckt und von Fabians Komplizen festgenommen. In diesem Augenblick taucht Steve erneut auf, da ihm das Verhalten von Chris im Nachhinein zu merkwürdig erschien. Er schafft es, die Gangster zu überwältigen, wobei Fabian tödlich von einem Schuss getroffen wird. Daraufhin verlassen Chris und Steve Trinidad in Richtung Vereinigte Staaten, um dort ein neues gemeinsames Leben anzufangen.

## Hintergrund

### Vorgeschichte
Nach der Vollendung der Dreharbeiten von Liebesnächte in Sevilla verließ Rita Hayworth 1948 Hollywood, um in Europa Abstand von ihrer Filmkarriere zu gewinnen. Sie war unzufrieden mit ihrem Vertrag bei Columbia Pictures und litt unter Studioboss Harry Cohn, der als vulgärer Despot bekannt war. Auch privat sehnte sich Hayworth nach einem Neuanfang, nachdem ihre Ehe mit Regisseur Orson Welles gescheitert war. Im südfranzösischen Cannes lernte Hayworth daraufhin Prinz Aly Khan kennen. Dieser war der Sohn von Aga Khan III., dem religiösen Oberhaupt von Millionen von Ismailiten. Am 27. Mai 1949 fand die öffentliche Hochzeit statt, die in der Folge weltweit die Titelseiten beherrschte. Im Dezember desselben Jahres kam die gemeinsame Tochter Yasmin Khan zur Welt. Doch die Ehe von Rita Hayworth und Aly Khan hielt nur kurz. Hayworth hatte schnell genug von Khans Playboy-Eskapaden und reiste 1951 zwecks Scheidung in die Vereinigten Staaten zurück, was erneut für große Schlagzeilen sorgte.
Nach ihrer Trennung von Khan war Hayworth wider Erwarten nahezu bankrott und sah sich gezwungen, alsbald wie möglich unter ihrem Vertrag bei Columbia Pictures einen neuen Film zu drehen. Während der 1940er Jahre war sie Columbias größter Star gewesen. Doch nach der mehrjährigen Unterbrechung ihrer Karriere war sich das Studio nicht sicher, ob Hayworth noch immer ihre einstige Zugkraft an der Kinokasse besaß. Aus diesem Grund entschied man sich für eine Produktion in Schwarzweiß, um einen Flop mit einem teuren Technicolor-Film zu vermeiden. Als ausführende Produzentin verpflichtete Harry Cohn Virginia Van Upp, die mit Hayworth bereits mehrfach erfolgreich zusammengearbeitet und mit Produktionen wie Es tanzt die Göttin (1944) und Gilda (1946) Hayworths Image als Mischung aus Pin-up-Girl und Femme fatale maßgeblich geprägt hatte. Hayworth selbst trat mit ihrer Produktionsfirma, der Beckworth Corporation, auch als Co-Produzentin in Erscheinung. Für die Regie wurde Vincent Sherman engagiert, der ebenfalls als Co-Produzent fungierte.

### Drehbuch
Da Hayworths plötzliche Rückkehr zum Film auch für Columbia überraschend war, lag zunächst kein geeignetes Drehbuch für die Schauspielerin bereit. Als ihr Vertrag nach ihrer Suspendierung von 1948 wieder in Kraft trat, musste ihr Columbia noch vor Drehbeginn 3.500 Dollar pro Woche an Gehalt zahlen. Im Eilverfahren ließ Studioboss Harry Cohn von mindestens vier Drehbuchautoren, darunter auch Virginia Van Upp, ein Skript unter dem Titel Affair in Trinidad anfertigen, das einige Anleihen bei Alfred Hitchcocks Berüchtigt (1946) machte, aber besonders an den Film noir Gilda erinnert, mit dem Hayworth 1946 zum Superstar und zur Liebesgöttin avanciert war. Sowohl Affäre in Trinidad als auch Gilda spielen vor exotischer Kulisse – Trinidad und Buenos Aires. In beiden Drehbüchern bilden geheime Kartelle und zwielichtige Geschäfte die Nebenhandlungen, während Hayworth als tanzendes und singendes Showgirl im Mittelpunkt des Geschehens steht. In beiden Filmen war zudem Glenn Ford Hayworths Leinwandpartner, der jeweils zwischen Hass und Liebe für Hayworths dargestellte Frauenfiguren schwankt. Auch Steven Geray war in einer ähnlichen Nebenrolle erneut mit von der Partie, um das Erfolgsrezept von Gilda zu wiederholen.
Die Parallelen zu Gilda und die Schwächen des unlogischen Plots, der zu Drehbeginn noch nicht fertig geschrieben war, waren für alle Beteiligten offensichtlich, weshalb Hayworth zwischenzeitlich drohte, den Film nicht weiterdrehen zu wollen, und damit eine erneute Suspendierung riskierte. Auch Jahre später zeigte sich Hayworth unzufrieden über Affäre in Trinidad: „Es war nicht wirklich ein Film. Es war eine Anhäufung von Kompromissen, die von allen gemacht wurden, angefangen beim Pförtner von Columbia bis hin zu Harry Cohn selbst.“

### Musik- und Tanznummern
Bei den beiden Songs Trinidad Lady und I’ve Been Kissed Before, die von Lester Lee und Bob Russell geschrieben wurden, wurde Rita Hayworth von Jo Ann Greer synchronisiert. Die Tänze wurden von Valerie Bettis gestaltet, die damals einer der wenigen weiblichen Choreografen in Hollywood war und im Film eine selbstironisch angelegte Nebenrolle übernahm. Da Hayworth längere Zeit keinen Film mehr gedreht hatte, absolvierte sie ein hartes Tanztraining, um wieder in Form zu kommen. Heute geschätzt, wurden die modernen Tanzschritte von Valerie Bettis seinerzeit als zu avantgardistisch und unschmeichelhaft für die sonst so elegante Hayworth empfunden. Dennoch arbeiteten beide Frauen für Hayworths berühmten Tanz der Sieben Schleier in Salome (1953) ein weiteres Mal zusammen.
- Trinidad Lady (Lester Lee, Bob Russell): In ihrer ersten Szene zu Beginn des Films tritt Chris Emery (Rita Hayworth) in einem Nachtclub auf. Sie erscheint mit einer langsamen Drehung in einem trägerlosen Kleid und Schlangenarmreif, als ein Scheinwerfer auf sie gerichtet wird. Barfuß und mit einem Griff in ihr lockiges Haar beginnt sie ihren Tanz zu Trinidad Lady, wobei schwarze Musiker ihr trommelnd den Rhythmus vorgeben. Dazu singt sie, dass sie es genieße, was sie gerade tue, und sich nicht für die Begierde der männlichen Zuschauer verantwortlich fühle. Zu Tanzschritten des Modern Dance wirbelt sie mit dem weiten, gestreiften Rock ihres Kleides dynamisch über die Tanzfläche und kokettiert dabei mit ihren weiblichen Reizen.
- I’ve Been Kissed Before (Lee, Russell): Als Steve Emery (Glenn Ford) in Max Fabians (Alexander Scourby) Villa erscheint, um ihn vor einer Gruppe von Partygästen zur Rede zu stellen, begibt sich Chris spontan und leicht angetrunken auf die Tanzfläche. In einem engen, glitzernd schwarzen Abendkleid singt und tanzt sie vor allen Gästen zu dem Lied I’ve Been Kissed Before (dt.: „Ich wurde bereits geküsst“), mit dem sie sich als Frau darstellt, die unverhohlen viele Männerbekanntschaften pflegt. Mit den Fingern schnipsend bringt sie vor allem ihre Schultern und Hüften in kreisenden Bewegungen zum Einsatz, während sie mit den männlichen Gästen verheißungsvoll flirtet und sich dabei eine Blüte in den Ausschnitt steckt. Steve schaut ihr dabei wütend und eifersüchtig zu und verpasst ihr anschließend eine Ohrfeige.

## Rezeption

### Veröffentlichung
Die Uraufführung von Affäre in Trinidad fand am 30. Juli 1952 im Victoria Theater in New York statt. Mit der schlichten Überschrift „She is back!“ (dt.: „Sie ist zurück!“) warb Columbia Pictures um den Film, der in den Vereinigten Staaten im September 1952 in den allgemeinen Verleih ging. Obwohl die Kritiken schlecht ausfielen und man sich einig war, dass der Film eine mittelmäßige Kopie von Gilda sei, strömten Hayworths Fans in Massen in die Kinosäle, um das sehnlichst erwartete Comeback der Schauspielerin nach ihrer vierjährigen Abstinenz von der Kinoleinwand zu sehen. Mit einem weltweiten Einspielergebnis von mehr als sieben Millionen US-Dollar war der Film bei Produktionskosten von 1,2 Millionen Dollar ein großer finanzieller Erfolg. Er spielte dabei mehr Geld ein als Gilda. In Deutschland wurde der Film erstmals am 4. November 1952 in den Kinos gezeigt.

### Kritiken
Das Lexikon des internationalen Films bezeichnete Affäre in Trinidad als „[r]omantisches Agenten-Drama vor tropischer Kulisse, das die Erfolgsdarsteller von Gilda (1946) noch einmal zusammenbringen sollte“. Herausgekommen sei jedoch „[a]nspruchslose, überkonstruierte Unterhaltung ohne sonderlichen Glanz“. Auch Bosley Crowthers Urteil in der New York Times war seinerzeit alles andere als wohlwollend. So habe man vor dem Film „fast vergessen, was für eine mittelmäßige Schauspielerin“ Hayworth sei. In Affäre in Trinidad schlage dem Zuschauer „diese Tatsache, über die man früher höflich hinwegsah“, mitten ins Gesicht. Ihre Schauspielerei habe „nicht mehr Ausdruck als die Posituren einer Puppe“. Die Tänze, die sie vorführe, ließen sie wiederum „vulgär und grotesk“ aussehen. „Wenn Rita die Choreografie von Valerie Bettis tanzt, erwärmt sich die Atmosphäre des Films beträchtlich“, befand hingegen The Hollywood Reporter. Dabei sei jedoch „die anmutige und subtil erotische Komponente von Gilda und anderen Filmen nicht vorhanden“.
Craig Butler vom All Movie Guide meinte rückblickend, dass, „wie unter den gegebenen Umständen zu erwarten war“, das Resultat ein „ziemliches Durcheinander“ sei. Die Drehbuchautoren seien „mit nichts Besserem als einem lauwarmen Aufguss von Gilda“ dahergekommen. Die Handlung an sich sei „unnötig verwirrend“ und das Verhalten der Charaktere „unrealistisch“, und das nur, „um den Plot in Gang zu halten“. Regisseur Vincent Sherman sei „nicht in Hochform“ und seine Regie wirke „unkoordiniert und unsicher“. Hayworths Darbietung sei zwar „insgesamt in Ordnung, aber abgesehen von ihren zwei Tanzeinlagen nicht herausragend“. Die Musicaleinlagen seien allerdings Ausgleich genug: „Selten hat die Leinwand solch feurig erotisches Tanzen erlebt“. Gary Giddins von der New York Sun fand, dass Hayworth „der einzige Grund“ sei „sich diesen Film anzusehen“. Wenn sie tanze, sei sie „wie ausgewechselt“, und sie habe „zwei großartige Nummern, choreografiert von Valerie Bettis, die urkomisch als alkoholkrankes Flittchen auftritt“. Dem Filmkritiker Leonard Maltin zufolge „glänzen“ Rita Hayworth und Glenn Ford in ihren Rollen. Hayworth sei dabei „höchst verführerisch“.

### Auszeichnungen
Bei der Oscarverleihung 1953 war Affäre in Trinidad in der Kategorie Bestes Kostümdesign in einem Schwarzweißfilm für den Oscar nominiert. Designer Jean Louis konnte sich mit seinen Kostümen für Rita Hayworth letztlich jedoch nicht gegen Helen Rose durchsetzen, die den Preis für Vincente Minnellis Stadt der Illusionen erhielt.

## Deutsche Fassung
Vier Jahrzehnte nach der deutschen Kinopremiere des Films entstand eine zweite deutsche Synchronfassung im Jahr 1992 bei der Hermes Synchron in Potsdam. Dialogbuch und -regie übernahm dabei Freimut Götsch.
| Rolle              | Darsteller        | Synchronsprecher         |
| ------------------ | ----------------- | ------------------------ |
| Chris Emery        | Rita Hayworth     | Viola Sauer              |
| Steve Emery        | Glenn Ford        | Thomas Danneberg         |
| Max Fabian         | Alexander Scourby | Bernd Eichner            |
| Veronica Huebling  | Valerie Bettis    | Kerstin Sanders-Dornseif |
| Inspector Smythe   | Torin Thatcher    | Heinz Theo Branding      |
| Anderson           | Howard Wendell    | Manfred Petersen         |
| Walters            | Karel Štěpánek    | Walter Wickenhauser      |
| Dr. Franz Huebling | George Voskovec   | Eberhard Prüter          |
| Wittol             | Steven Geray      | Gerd Duwner              |
| Peter Bronec       | Walter Kohler     | Freimut Götsch           |
| Dominique          | Juanita Moore     | Ulrike Lau               |
| Gerichtsmediziner  | Ralph Moody       | Gerd Holtenau            |